# 장 폴 고티에 (기업)
장 폴 고티에(프랑스어: Jean Paul Gaultier)는 1982년 장 폴 고티에에 의해 설립된 패션 브랜드이다.